# 王晫 (清朝)
王晫（1636年—?），初名斐，字丹麓，號木庵，自號松溪子，浙江錢塘（今浙江杭州）人。
明末諸生，明亡後放棄學業，隱居讀書，廣交賓客。康熙十七年徵博學鴻詞科，不就。性喜刻書，刻有《檀幾叢書》。擅詩文。仿照《世說新語》體例寫《今世說》，計450條。另著有《遂生集》、《霞舉堂集》。《今詞初集》有其詩選。卒年不詳。